# الكسندر روس (مستكشف)
الكسندر روس (بالفرنسية: Alexander Ross)‏ (و. 1783 – 1856 م) هو مستكشف كندي، توفي عن عمر يناهز 73 عاماً.